# 마리루이제 폰 프란츠

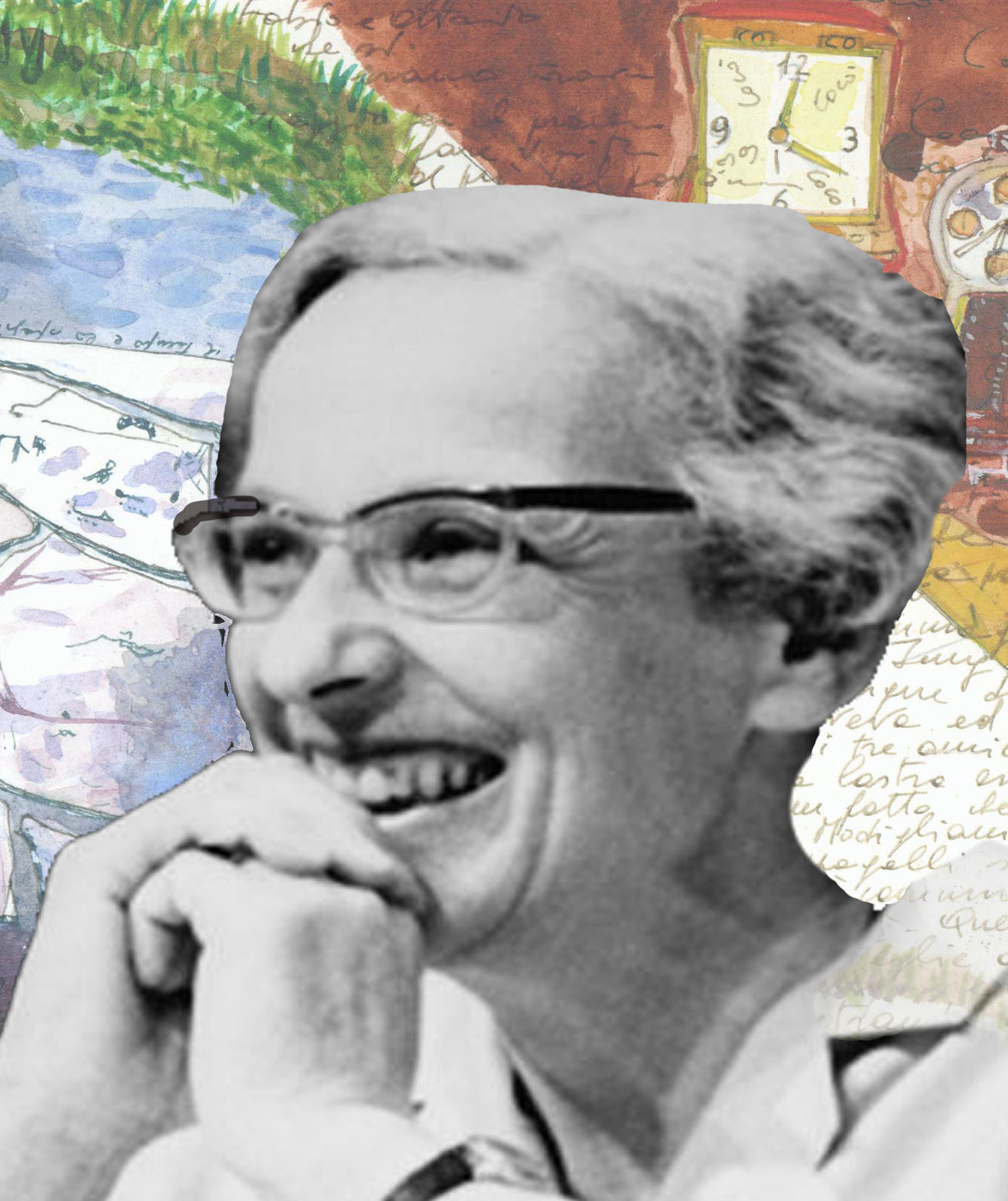
마리루이제 폰 프란츠

마리루이제 폰 프란츠(독일어: Marie-Louise von Franz, 1915년 1월 4일 ~ 1998년 2월 17일)는 스위스의 융학파 심리학자다. 동화와 연금술에 대한 해석으로 유명하다. 카를 구스타프 융의 수제자로서 융이 죽을 때까지 연구를 함께했다.

## 같이 보기
- 아니엘라 야페